# Марцлінг
Марцлінг (нім. Marzling) — громада в Німеччині, розташована в землі Баварія. Підпорядковується адміністративному округу Верхня Баварія. Входить до складу району Фрайзінг.
Площа — 20,50 км2. Населення становить 3250 ос. (станом на 31 грудня 2020).